# Néolithique pastoral
Le Néolithique pastoral est la période de la préhistoire de l'Afrique caractérisée par les débuts de l'économie de production, sous la forme de l'élevage de bétail, à l'issue du Paléolithique.

## Définition
À la différence du Néolithique des autres parties du monde, qui voit le développement de sociétés agricoles sédentaires, les premières formes de l'économie de production alimentaire en Afrique furent des sociétés pastorales,, c'est-à-dire des modes de vie nomades ou semi-nomades centrés sur l'élevage de bétail.  

## Aire géographique
Le terme de « Néolithique pastoral » est le plus souvent utilisé pour désigner les premières périodes de pastoralisme au Sahara et en Afrique de l'Est. Au Sahara, les premiers éleveurs de bétail (bovins, moutons et chèvres) apparaissent au VIe millénaire av. J.-C..
Lorsque les prairies du Sahara s'assèchent à partir de l'événement climatique de 5900 BP, vers 3900 av. J.-C., les populations pastorales se retirent progressivement du Sahara, subsistant néanmoins sur ses marges. Elles s'étendent ensuite vers les savanes d'Afrique de l'Est.

## Afrique de l'Est
Durant le Néolithique pastoral d'Afrique de l'Est (2500 av. J.-C. à 800 apr. J.-C.), les archéologues ont identifié deux groupes pastoralistes qui coexistaient avec les chasseurs-cueilleurs de l'Eburrien « phase 5 ». Ce sont les groupes relatifs au Néolithique pastoral de savane et à l'Elmenteitien.
En Afrique de l'Est, le Néolithique pastoral cohabite à partir du tournant de notre ère avec l'Âge du fer agricole, durant lequel l'agriculture, le travail du fer et les langues bantoues sont introduites en Ouganda, au Kenya et en Tanzanie par l'expansion bantoue. Le Néolithique pastoral de savane est suivi vers 800 apr. J.-C. par l'Âge du fer pastoral.